# Benedict Wall
Benedict "Ben" Wall (Auckland; 17 de junio de 1984) es un actor neozelandés conocido por haber interpretado a Owen Sutherland en la serie Shortland Street.

## Biografía
Obtuvo una licenciatura en periodismo en la Universidad de Tecnología de Auckland (en inglés: "Auckland University of Technology"), antes de cambiar su enfoque a la actuación.
Asistió a la prestigiosa escuela "Neighborhood Playhouse School of the Theatre" en Nueva York.
Desde 2010 sale con la actriz neozelandesa Jessica Grace Smith. La pareja se comprometió en noviembre de 2019 y finalmente se casaron en febrero de 2020 en Nueva Zelanda.

## Carrera
El 2 de junio de 2011 se unió al elenco recurrente de la serie Shortland Street donde interpretó a Owen Sutherland, el nuevo consultor que llega para sustituir a Maxwell, hasta el 19 de julio del mismo año después de que su personaje decidiera renunciar e irse de Ferndale.
En el 2013 se unió al elenco de la miniserie Breaker Morant: The Retrial donde dio vida al legendario criminal de guerra australiano Harry "Breaker" Morant.
En el 2014 interpretó al DJ Rick Grant en la película Pirates of the Airwaves.
El 19 de julio de 2016 se unió al elenco de la exitosa serie australiana Home and Away donde interpretó a Duncan Stewart, el hijo de Alf Stewart y Ailsa Stewart, y medio hermano de Ruth Stewart, hasta el 9 de noviembre de 2016 después de que su personaje decidiera regresar a América para cuidar de su esposa Caroline Stewart, quien se había lastimado. El personaje de Duncan fue interpretado anteriormente por Brendan McKensy de 1998 al 2005, por Lewis Devaney de 1990 a 1998 y por Allana Ellis de 1989 a 1990.

## Filmografía[5]

### Series de televisión
| Año  | Serie                               | Personaje           | Notas                            |
| ---- | ----------------------------------- | ------------------- | -------------------------------- |
| 2020 | Bondi Slayer                        | Jim                 | episodio "My Tribe"              |
| 2018 | James Patterson's Murder Is Forever | Andrew Schmuhl      | episodio "Mother of All Murders" |
| 2016 | Home and Away                       | Duncan Stewart      | 25 episodios                     |
| 2016 | Brock                               | Tony Roberts        | episodio # 1.1 - miniserie       |
| 2015 | Ready for This                      | Oficial Waters      | episodio "A Wonderful Day"       |
| 2013 | Breaker Morant: The Retrial         | Breaker Morant      | miniserie                        |
| 2012 | Underbelly: Badness                 | Ben Dokic           | episodio "Troubleshooting"       |
| 2011 | Shortland Street                    | Dr. Owen Sutherland | 17 episodios                     |
| 2009 | John Safran's Race Relations        | Jeremy Weinstein    | 3 episodios                      |
| 2007 | Outrageous Fortune                  | Ben                 | episodio "What Did You Enact?"   |
| 2007 | Amazing Extraordinary Friends       | Damon               | episodio "X-Posed"               |

### Películas
| Año  | Título                            | Personaje         | Notas                                                                                                 |
| ---- | --------------------------------- | ----------------- | --- |
| 2016 | The Pretend One                   | Guy               | junto a David Field, Geraldine Hakewill & Michael Whalley                                             |
| 2015 | Psychoanalysis                    | Paul Symmonds     | junto a Jessica Craig-Piper, Alan Flower, Simon London, Ryan O'Kane & Michael Whalley                 |
| 2015 | Stationery                        | Dave Sturtley     | corto - junto a Vanessa Downing, Alan Flower & Lucy Wigmore                                           |
| 2014 | Pirates of the Airwaves           | Rick Grant        | junto a Cohen Holloway, Ryan O'Kane, Michael Whalley, Andrew Robertt, Leon Wadham & Daniel Cleary     |
| 2013 | Mumma's Boy                       | Steve             | corto - junto a Ben Hardie, Simon London, Neil MacLeod, Emily Sarks, Lydia Sarks & Sara Wiseman       |
| 2012 | Ten Thousand Days                 | Darby             | corto - junto a Morgana O'Reilly                                                                      |
| 2008 | Jinx Sister                       | Amante Sin Rostro | junto a Sara Wiseman, Rachel Nash, Jarod Rawiri, Will Wallace, Jenni Heka & Rawiri Paratene           |
| 2007 | Reckless Behavior: Caught on Tape | Cliff             | junto a Odette Annable, Antonio Sabato Jr., John Barker, Hannah Banks, Hannah Marshall & Andrea Bruce |
| 2007 | Knickers                          | Bob               | corto - junto a Scott Chiplin, Jeremy Evans, Blake Fraser, Rose McIver & Morgana O'Reilly             |

### Teatro
| Año  | Obra                              | Personaje  | Director (es)               | Teatro           |
| ---- | --------------------------------- | ---------- | --------------------------- | ---------------- |
| 2010 | Toys                              | Snake Eyes | Cameron Rhodes & Toby Leach | Basement Theatre |
| 2010 | The Awkward Monologues: Menologue | Finbarr    | Thomas Sainsbury            | -                |
| 2008 | The Reindeer Monologues           | Hollywood  | Basement Theatre            | Cameron Rhodes   |
| 2008 | Tape                              | John       | Craig Hall                  | Basement Theatre |